# Georges Rayet
Georges Antoine Pons Rayet, född den 12 december 1839 i Bordeaux, död där den 14 juni 1906, var en fransk astronom.
Rayet blev 1863 biträdande astronom vid observatoriet i Paris, 1874 professor i astronomi vid fakulteten i Marseille, 1876 professor i Bordeaux samt 1879 tillika direktör för det under hans ledning upprättade observatoriet där. Tillsammans med Charles Wolf upptäckte han 1867 de märkvärdiga, efter dessa astronomer uppkallade så kallade Wolf-Rayet-stjärnorna, vilkas spektra kännetecknas genom de däri uppträdande ljusa spektrallinjerna. Han deltog jämte Stephan och Tisserand i franska solförmörkelseexpeditionen till Malackahalvön 1868, varvid han gjorde viktiga undersökningar över solprotuberansernas spektrum. På det nya observatoriet i Bordeaux utövade Rayet en omfattande verksamhet och offentliggjorde en mängd observationer av kometer, föränderliga stjärnor, nebulosor med mindre samt meteorologiska arbeten. Han tilldelades Janssenmedaljen 1891.